# Underbarrow
Underbarrow är en ort i Storbritannien.   Den ligger i grevskapet Cumbria och riksdelen England, i den centrala delen av landet, 400 km nordväst om huvudstaden London. Underbarrow ligger 29 meter över havet och antalet invånare är 330.
Terrängen runt Underbarrow är kuperad åt nordväst, men åt sydost är den platt. Underbarrow ligger nere i en dal. Runt Underbarrow är det ganska tätbefolkat, med 60 invånare per kvadratkilometer. Närmaste större samhälle är Kendal, 4,7 km öster om Underbarrow. Trakten runt Underbarrow består i huvudsak av gräsmarker.